# Wat (comida)

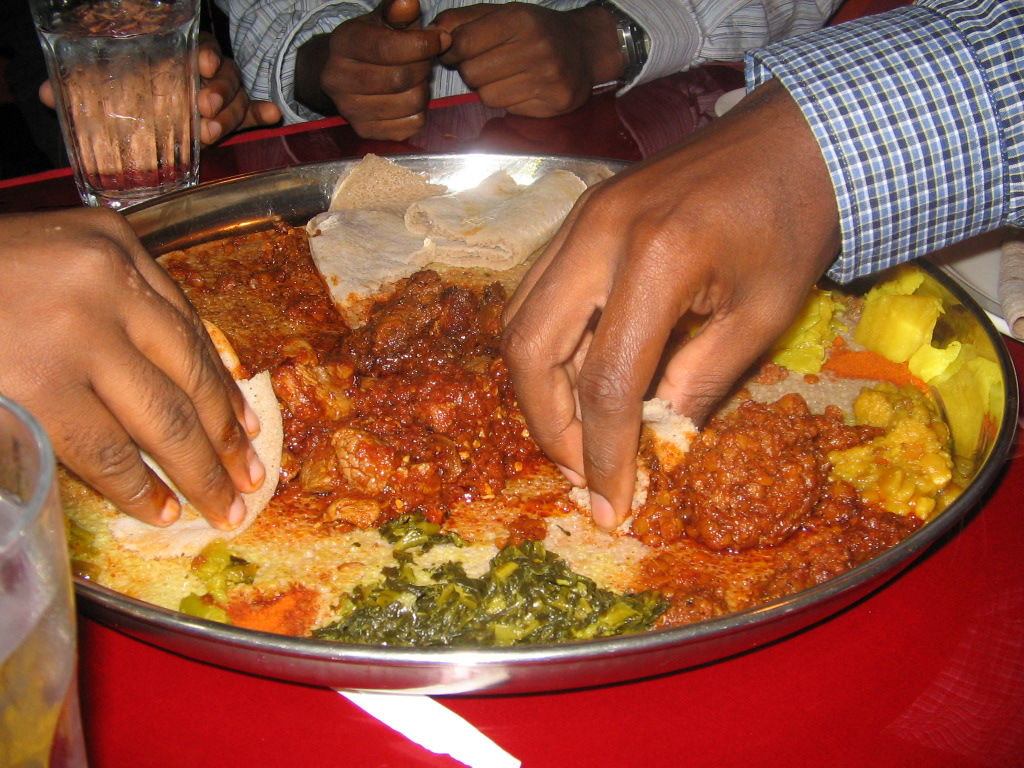
Presentación típica de wat.

El wat o we̠t’, conocido como tsebhi en tigriña (también wot; amhárico: ወጥ we̠t’, tigriña: ጸብሒ ṣebḥī) es un estofado de Eritrea y Etiopía que puede prepararse con pollo, ternera, cordero, diversa verdura y una mezcla de especias como el berbere y el niter kibbeh, una mantequilla clarificada condimentada.
Varias características distinguen a los wats de estofados de otras culturas. Quizá la más obvia es su inusual forma de preparación: la del wat empieza con cebolla picada cocida en una olla o sartén seca hasta que gran parte de su humedad se ha disipado. Entonces se añade grasa (normalmente niter kibbeh), a menudo en cantidades que podrían parecer excesivas para los estándares occidentales modernos, y las cebollas y otros condimentos se saltean antes de añadir los demás ingredientes. Este método hace que las cebollas se deshagan y espesen el estofado.
Los wats se toman tradicionalmente con injera, un pan plano esponjoso hecho de un cereal parecido al mijo llamado teff. El doro wat es uno de estos estofados, hecho de pollo y a veces huevos duros. El etnólogo Donald Levine registra que el doro wat era la comida tradicional más popular en Etiopía, tomada a menudo en grupo, compartiendo un cuenco comunal y una cesta de injera. Otro es el sega wat, hecho con ternera.